# قرش (عملة)

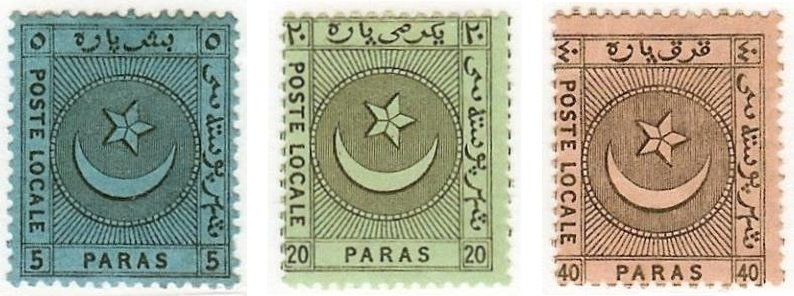
طوابع بقيمة عدد معين من عملة ال«بارة» العثمانية.

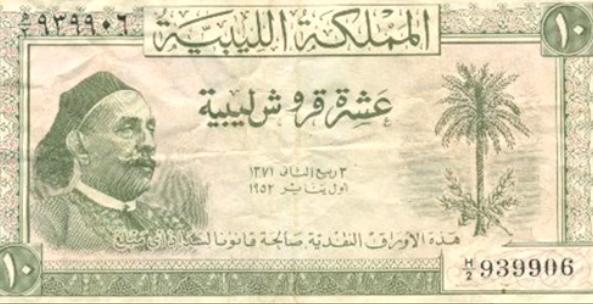
فئة العشرة قروش ليبية في العهد السنوسي

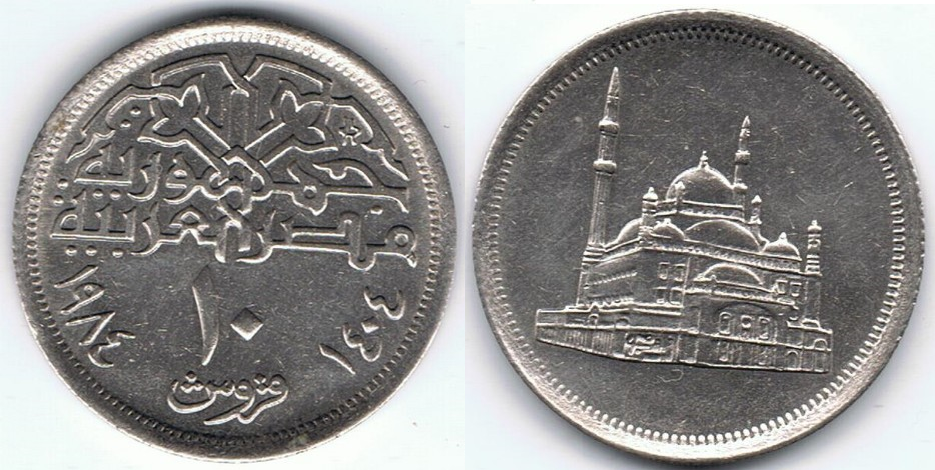
عملة 10 قروش مصرية

القرش، بالأمهرية Gersh، العبرية Grush، (بالتركية: Kuruş)، (باليونانية: Grosi) وكلها أسماء لفئات العملة في أنحاء الأراضي التي كانت جزءاً من الدولة العثمانية سابقاً، والجزء المكوّن لعملات السعودية وسوريا ولبنان والسودان ومصر وتركيا والأردن.
الاختلاف في الاسم ينبع من اختلاف التناول للهجات المختلفة التي يتم استخدامها في تلك البلاد، بالإضافة إلى طرق التدوين المختلفة في الأبجدية اللاتينية. الاسم يأتي أصلاً من جروسو بالإيطالية Grosso بمعنى (كبير)، كما في ديناري جروسو "Denari Grosso" أي «الدينار الكبير»، وهي عملة معدنية من الفضة بقيمة اثني عشر Denari.
وكان القرش العثماني الأصلي في القرن السابع عشر قطعة كبيرة من الفضة - على غرار التالر الأوروبي - وكان يتكون من 40 بارة (قطعة). في 1844، وبعد التدهور المتواصل للقرش، بدأ استعمال الليرة الذهبية وكانت تساوي 100 قرش.
وفي قبرص التي كان يحكمها العثمانييون، كان يسمى من قبل اليونانيين في الجزيرة «جروسي» (باليونانية: γρόσι) جمع(باليونانية: γρόσια).
وبعد انهيار الإمبراطورية العثمانية، احتفظت الدول التي خلفتها بالقرش كاسم للعملة المتداولة. وشملت هذه الدول مصر والسعودية وسوريا ولبنان وتركيا نفسها. فيما راح آخرون، بما في ذلك الأردن والسودان، باستخدام تسمية القرش عندما أنشئت عملاتها.
الغـروشـن (بالألمانية: Groschen)، (باللاتينية: Grossus)، (بالإيطالية: Grossone)، (التشيكية Groš)، (البولندية Grosz)، (المجرية Garas)، (الرومانية Gros) كان اسم العملة المستخدمة في مختلف الدول الناطقة باللغة الألمانية، وكذلك بعض البلدان غير الناطقة باللغة الألمانية في وسط أوروبا (بوهيميا، وبولندا، والإمارات الرومانية)، وهو مشتق من نفس المصدر الإيطالي "Denari Grosso".